# ノヴォズィプコフ
座標: 北緯52度32分 東経31度56分 / 北緯52.533度 東経31.933度

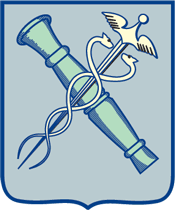
ノヴォズィプコフの市章

ノヴォズィプコフ（ノヴォズィブコフ、露: Новозы́бков、英: Novozybkov）は、ロシア西部のブリャンスク州にある都市。ベラルーシ・ウクライナ・ロシアの接する国境にほど近い。人口は2002年国勢調査で43,038人。1989年ソ連国勢調査では44,854人であった。
州都ブリャンスクの南西200キロメートルのドニエプル低地にある。町にはカルナ川が流れ、すぐ下流でイプチ川に合流している。イプチ川は西のベラルーシへ流れ、ホメリ（ゴメリ）でドニエプル川支流のソジ川に合流している。

## 歴史
ノヴォズィプコフが最初に記録に登場するのは1701年で、当時は工芸や交易を主とするズィプカヤ（ズィプコフ）という名の町（スロボダ）であった。実際にズィプカヤ（ズィプコフ）が建てられたのは1686年ごろで、最初は迫害から逃れたロシア正教会古儀式派の信徒たちが移住して建てた村であった。古儀式派は以後も、ノヴォズィプコフの人口の多くを占め、重要な役割を果たしてきた。
1781年まではコサック国家のスタロドゥーブ連隊に属したが、その後はノーヴゴロド＝セーヴェルスキー総督管区に、さらに小ロシア県の下に置かれることになった。ズィプコフ周辺は洪水が多く、より洪水の少ない場所に町を移転させることになった。これにより成立した新しい町は、頭に「ノヴォ」（新しい）がついたノヴォズィプコフと呼ばれるようになった。1808年にはそれまでのノヴォエ・メスト郡の中心地であったノヴォエ・メストに代わってノヴォズィプコフが郡の中心となり、郡もノヴォズィプコフ郡に改名した。翌1809年2月11日にノヴォズィプコフは市の地位を認められた。
1864年に最初の工場が建てられて以来、ノヴォズィプコフはマッチの生産地として知られるようになり、20世紀初頭には10以上のマッチ工場が集中するほどになった。しかしロシア革命と、その後のロシア内戦の混乱でマッチ生産は激減している。内戦初期にウクライナ人民共和国やウクライナ国に属したノヴォズィプコフは1919年にゴメリ県に編入され、1926年にはロシア・ソビエト連邦社会主義共和国のブリャンスク州となった。
第二次世界大戦（独ソ戦）では1941年8月16日にドイツ国防軍に占領され、1943年9月25日にブリャンスク攻勢を進める赤軍ブリャンスク戦線および中央戦線により奪還された。この年、戦争前にソ連当局により閉鎖されたノヴォズィプコフの救世主顕栄主教座大聖堂は本来の聖堂として再開され、以後古儀式派の精神的な中心都市となってきた。戦後の1963年にはクイビシェフ（サマーラ）から古儀式派のひとつロシア古正教会の本拠がノヴォズィプコフに移転し、2002年にモスクワに移るまでこの地を中心として活動した。
1986年のチェルノブイリ原子力発電所事故はこの地に大きな影響を与えた。チェルノブイリ原子力発電所から北東に離れたブリャンスク州西部およびベラルーシのホメリ州・マヒリョウ州東部に放射性降下物が降り、強い放射性物質汚染地域が形成された。ロシア国内ではノヴォズィプコフ地区および隣接するクラスノゴルスク地区が最も影響の大きな地域となっている。ノヴォズィプコフ市街地のすぐ西方には1平方キロメートルあたり40キュリー以上のセシウム137が検出される居住禁止地域が広がる。

## 産業
ノヴォズィプコフは、機械工業や電子部品工業の工場のほか、繊維工場、食品工場などが立地している。
ブリャンスク＝ホメリ＝ブレストを結ぶ1887年開業の鉄道はノヴォズィプコフを通り、ここでノーウホロド＝シーヴェルシクィイ（ウクライナ）行の支線が分かれている。
モスクワからキエフ方面へ延びるM3幹線道路からブリャンスクでM13幹線道路が分かれており、ポーチェプからノヴォズィプコフを通って西方のズルィンカ付近でベラルーシ国境を越えている。その先はホメリ・ピンスク・コブリンとベラルーシ南部を東西に横断している。